# Skärvgölsgölen
Skärvgölsgölen är en sjö i Ronneby kommun i Blekinge och ingår i Ronnebyåns huvudavrinningsområde. Sjön är 2,8 meter djup, har en yta på 0,041 kvadratkilometer och befinner sig 60,9 meter över havet. Vid provfiske har bland annat abborre, braxen, gädda och mört fångats i sjön.

## Fisk
Vid provfiske har följande fisk fångats i sjön:
- Abborre
- Braxen
- Gädda
- Mört
- Sarv
- Sutare